# John W. Hall

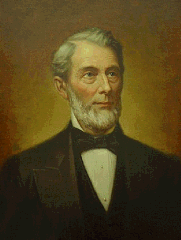

John Wood Hall (1 de janeiro de 1817 - 23 de janeiro de 1892) foi um político norte-americano que foi governador do estado do Delaware, no período de 1879 a 1883, pelo Partido Democrata.